# 月長石 (小説)

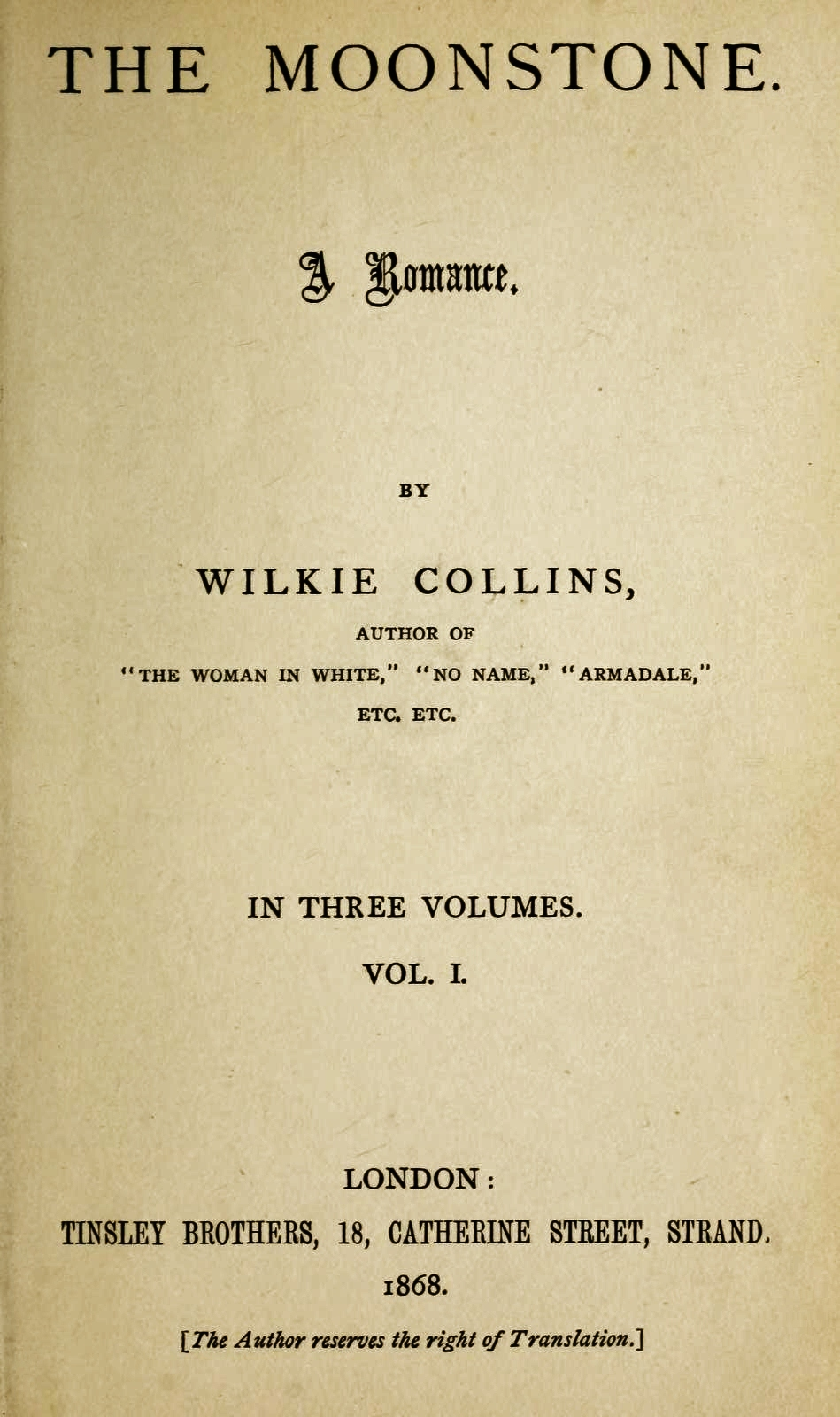
The Moonstone

『月長石』（げっちょうせき、The Moonstone）は、イギリスのヴィクトリア朝の小説家ウィルキー・コリンズの長編探偵小説。1868年出版。
T・S・エリオットは「最初の、最長の、最上の探偵小説」、「最大にして最良の推理小説」と称えている。19世紀後半にイギリス小説界で絶大な人気を得た大ヒット作であり、コリンズの代表作である。
盗難を主題とした推理小説は、のちに怪盗ものが流行するものの、捜査視点で一貫している点、長大さの点で今なお隔絶した孤峰となっている。一方で最上（最良）はさておき、エリオットの言う最初・最長・推理小説かどうかは異論もある。

## あらすじ
1799年にインドに進出したイギリス軍の将校が、バラモン教徒の寺院に長く秘蔵されてきた秘宝・ムーンストーンと呼ばれる黄色いダイヤモンドを奪う。その後、ムーンストーンはイギリスに渡るが、その行くところ行くところに謎のインド人が影のように現れる。

## 主な登場人物
- ジョン・ハーンカスル卿 - ムーンストーンを手に入れたインド帰りの軍人。
- レイチェル - ムーンストーンを遺言で相続するジョン卿の姪。
- フランクリン・ブレーク - ジョン卿の義甥。遺言執行人。
- カッフ部長 - スコットランド・ヤードの部長刑事。

## 特記事項
- 作中のMoonstoneは、黄色のダイヤモンドで、月長石ではない。そのため、初期の翻訳では邦題を「月神の宝石」としているものもある。

## 日本語訳
- 『月長石』中村能三訳〈東京創元社 世界大ロマン全集 第12巻〉、1957年
  - 改訳版・創元推理文庫（上下）、1970年、改版（全1巻）、1981年。ISBN 978-4488109011

1961年に倒産、翌62年に東京創元新社として再興、1970年に東京創元社に社名を戻した。
- 『月長石』（上下）、荒正人・宮西豊逸訳、グーテンベルク21（電子書籍、2023年）で再刊

## 映像化
- 映画（1909年米）（The Moonstone（英語版））
- 映画（1914年米）（The Quest of the Sacred Jewel（イタリア語版））
- 映画（1915年米）（The Moonstone（英語版））
- 映画（1934年米）（The Moonstone（英語版））
- TV映画（1952年米）
- TV連続ドラマ（1952年加）（The Moonstone:Tales of Adventure（英語版））（第2シリーズ、全6話）
- TV映画（1954年米）
- TV映画（1955年西独）（Sergeant Cuff kann den Mondstein nicht finden）
- TV連続ドラマ（1959年英）（全7話）（The Moonstone（英語版））
- TV映画（1971年アルゼンチン）（La piedra lunar）
- TV映画（1972年英）（The Moonstone:Masterpiece（英語版）シーズン2、第3話）
- TV連続ドラマ（1972年伊）（La pietra di luna）（全6話）
- TV映画（1974年西独）（Der Monddiamant）（前後篇）
- TV映画（1996年英）（The Moonstone(英語版)、1997年 U.S.公開）
- TV連続ドラマ（2016年英）（全5話）（The Moonstone（英語版））
- 映画（2017年？）（製作中）